# Isone
Isone je obec ve švýcarském kantonu Ticino, okresu Bellinzona. Žije zde 398 obyvatel.

## Geografie

Val d’Isone

Isone se nachází v nejjižnější části okresu Bellinzona, v údolí Val d’Isone, nedaleko horského průsmyku Monte Ceneri. Centrum obce leží v nadmořské výšce přes 700 metrů.
Sousedními obcemi jsou Bellinzona, Ponte Capriasca, Capriasca, Monteceneri, Cadenazzo a  Sant’Antonino.

## Historie
První zmínka o obci pochází z roku 1355 jako Catenacii. Isone pravděpodobně patřilo v raném středověku k bývalé komunitě v údolí Carvina. Jako majitel statků (pastvin) v Isone je od roku 1296 doložena kapitula Como. V letech 1501–1503 se Isone a Medeglia oddělily od údolní obce Lugano a byly podřízeny Bellinzoně. V roce 1466 se Isone, které patřilo k převorství Agno, oddělilo od mateřské obce Bironico a vytvořilo vlastní farnost. Z původního kostela zasvěceného svatému Vavřinci je v současné stavbě rozpoznatelná pouze románská zvonice a zbytky zdí (pravděpodobně z 12. století). V 17. a 20. století byl kostel přestavěn a rozšířen.
V minulých staletích bylo hospodářství založeno především na chovu dobytka (pastevectví), v menší míře na obchodu se dřevem a vystěhovalectví. Od roku 1430 až do prvních desetiletí 20. století trval právní spor o hranice a pastviny s oblastí Capriasca. Na přelomu 19. a 20. století místní ekonomika těžila ze střelnice a zbrojovky (s granátnickou školou) otevřené v roce 1973 a průmyslového podniku, který byl založen v roce 1961 jako továrna na hodinky a později přešel na elektrotechnický průmysl.

### Slučování obcí
Dne 25. listopadu 2007 schválili voliči pěti obcí sloučení sedmi obcí v údolí Vedeggio: Bironico, Camignolo, Medeglia, Rivera a Sigirino se měly sloučit do obce Monteceneri. Isone a Mezzovico-Vira sloučení odmítly. V důsledku toho se Státní rada kantonu Ticino rozhodla nepožádat Velkou radu (kantonální parlament) o povinné sloučení obou odmítnutých obcí. Nová obec Monteceneri tedy vznikla pouze z pěti obcí, které se vyslovily pro; Isone zůstalo samostatnou obcí.

## Obyvatelstvo

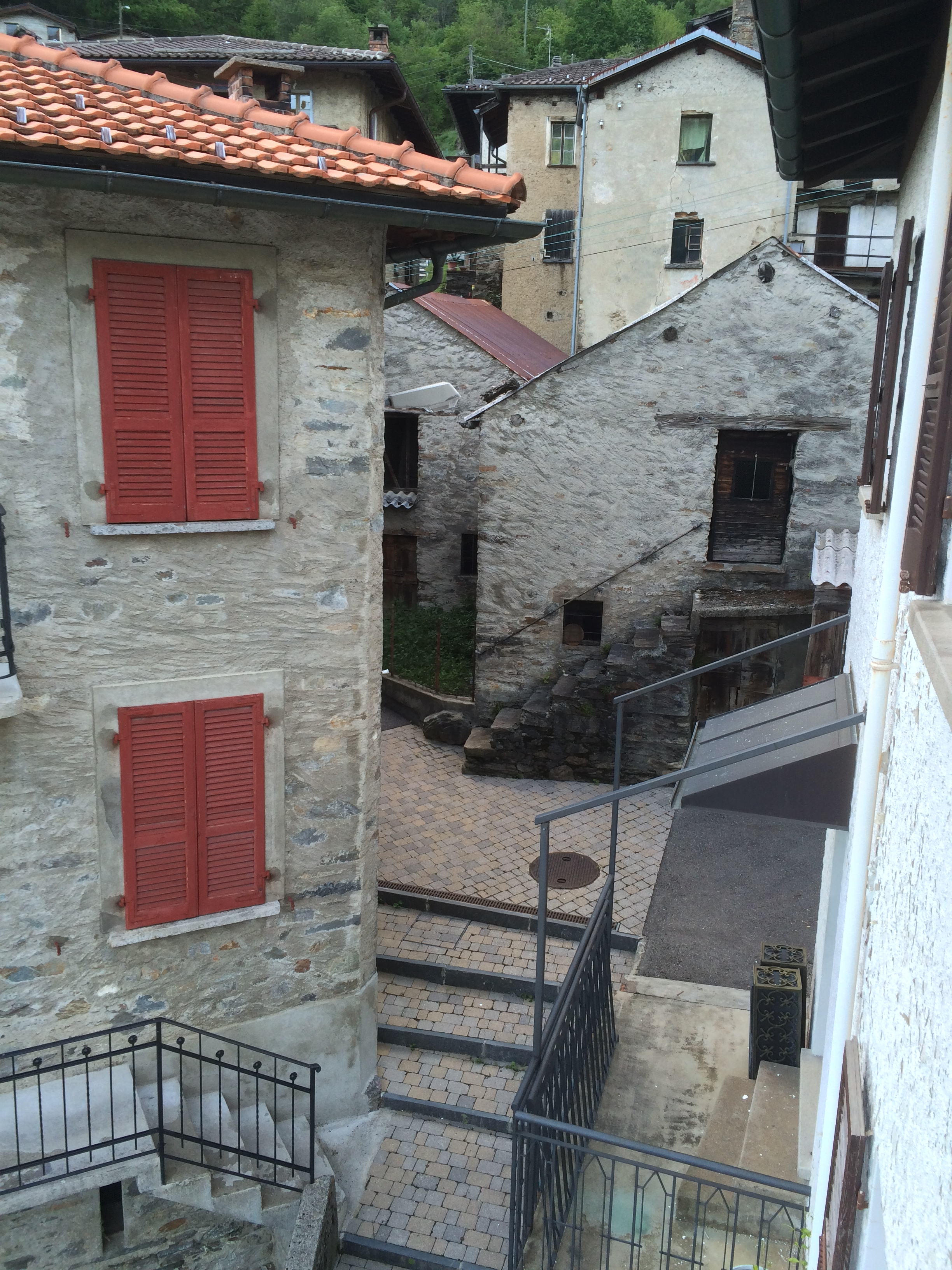
Tradiční architektura v obci

| Vývoj počtu obyvatel | Vývoj počtu obyvatel | Vývoj počtu obyvatel | Vývoj počtu obyvatel | Vývoj počtu obyvatel | Vývoj počtu obyvatel | Vývoj počtu obyvatel | Vývoj počtu obyvatel | Vývoj počtu obyvatel | Vývoj počtu obyvatel | Vývoj počtu obyvatel | Vývoj počtu obyvatel | Vývoj počtu obyvatel | Vývoj počtu obyvatel | Vývoj počtu obyvatel |
| -------------------- | -------------------- | -------------------- | -------------------- | -------------------- | -------------------- | -------------------- | -------------------- | -------------------- | -------------------- | -------------------- | -------------------- | -------------------- | -------------------- | -------------------- |
| Rok                  | 1709                 | 1801                 | 1850                 | 1900                 | 1950                 | 1980                 | 2000                 | 2010                 | 2011                 | 2012                 | 2013                 | 2014                 | 2020                 |                      |
| Počet obyvatel       | 617                  | 608                  | 789                  | 750                  | 682                  | 371                  | 353                  | 367                  | 384                  | 377                  | 397                  | 394                  | 395                  |                      |

## Zajímavosti
Isone je známé především tím, že zde sídlí granátnická škola (nyní výcvikové středisko speciálních sil) švýcarské armády. Granátníci jsou typem jednotky Velitelství speciálních sil, která se v Isone cvičí od roku 1973. Předtím probíhal výcvik v Losone.
V Isone se nacházel pozemní vysílač Monte Ceneri, který byl vyřazen z provozu 30. června 1978.